# 兵庫県警察部
兵庫県警察部（ひょうごけんけいさつぶ）は、戦前の内務省監督下の兵庫県が設置した府県警察部であり、兵庫県内を管轄区域とする。
1948年（昭和23年）3月6日に廃止となり、兵庫県警察部は国家地方警察兵庫県本部と神戸市警察などの自治体警察に解体されることになった。

## 沿革
- 1868年（慶応4年）5月 兵庫裁判所に市中取締役を置く。
- 1868年（慶応4年）9月 市中捕亡方に改称。
- 1871年（明治4年）4月 巡整卒に改称。
- 1872年（明治5年）11月 邏卒に改称。
- 1875年（明治8年）10月 巡査に改称。
- 1875年（明治8年）11月 兵庫県庁に第四課に改称。
- 1879年（明治12年）2月 兵庫県警察本署に改称。
- 1886年（明治19年）7月 兵庫県警察本部に改称。
- 1890年（明治23年）10月 兵庫県警察部に改称。
- 1899年（明治32年）7月 条約改正で居留地が廃止になり、居留地警察も廃止される。
- 1905年（明治38年）4月 兵庫県第四部に改称。
- 1907年（明治40年）7月 兵庫県警察部に改称。
- 1922年（大正11年）2月 特別高等課（特別高等警察）を設置。
- 1944年（昭和19年）4月 警備隊を設置。
- 1945年（昭和20年）10月 特別高等警察が廃止。
- 1946年（昭和21年）2月 警備隊を廃止。

## 組織
1935年（昭和10年）時点
- 警察部長書記室
- 警務課
- 特別高等課
- 外事課
- 保安課
- 衛生課
- 刑事課
- 工場課
- 調停課
- 建築課
- 健康保険課
- 消防交通課
- 警察練習所

## 警察署
1935年（昭和10年）時点
- 御影警察署
- 灘警察署
- 葺合警察署
- 三宮警察署
- 相生橋警察署
- 湊川警察署
- 菊水橋警察署
- 兵庫警察署
- 林田警察署
- 須磨警察署
- 神戸水上警察署

- 芦屋警察署
- 西宮警察署
- 尼崎警察署
- 伊丹警察署
- 広根警察署
- 宝塚警察署
- 三田警察署
- 篠山警察署
- 柏原警察署
- 明石警察署
- 三木警察署

- 北条警察署
- 中村警察署
- 社警察署
- 加古川警察署
- 高砂警察署
- 魚橋警察署
- 姫路警察署
- 飾磨警察署
- 網干警察署
- 福崎警察署
- 龍野警察署

- 上郡警察署
- 那波警察署
- 赤穂警察署
- 佐用警察署
- 山崎警察署
- 安積警察署
- 和田山警察署
- 生野警察署
- 八鹿警察署
- 出石警察署
- 豊岡警察署

- 日高警察署
- 城崎警察署
- 香住警察署
- 浜坂警察署
- 村岡警察署
- 洲本警察署
- 岩屋警察署
- 郡家警察署
- 志筑警察署
- 市村警察署
- 福良警察署

## 歴代部長
| 代 | 官職名                 | 氏名       | 就任日         | 退任日         | 前職                   | 後職                                | 備考                      |
| -- | ---------------------- | ---------- | -------------- | -------------- | ---------------------- | ----------------------------------- | ------------------------- |
| -  | 警察本署長             | 篠崎五郎   | 1879年2月7日   | 1882年1月28日  | 兵庫県第四課長         | 兵庫県少書記官                      |                           |
| 1  | 警部長 警察本署長      | 山田為暄   | 1882年1月28日  | 1884年11月22日 | 兵庫県衛生課長         | 高知県少書記官                      |                           |
| 2  | 警部長 警察本署長      | 脇坂兵太   | 1885年1月14日  | 1886年2月23日  | 兵庫県警部             | 富山県警部長                        |                           |
| 3  | 警部長 警察本署長      | 寺田祐之   | 1886年2月23日  | 1886年7月20日  | 警視庁第二課長         | -                                   |                           |
| 3  | 警部長 警察本部長      | 寺田祐之   | 1886年7月20日  | 1888年1月13日  | -                      | 山梨県警部長                        |                           |
| 4  | 警部長 警察本部長      | 宮内愛亮   | 1888年1月13日  | 1890年10月11日 | 佐賀県警部長           | 新潟県警部長                        |                           |
| 5  | 警部長 警察部長        | 野間口兼一 | 1890年10月11日 | 1895年2月12日  | 石川県警部長           | 愛知県警部長                        |                           |
| 6  | 警部長 警察部長        | 山田吉雄   | 1895年2月12日  | 1895年5月17日  | 愛知県警部長           | 依願免官                            |                           |
| 7  | 警部長 警察部長        | 榊原以徳   | 1895年5月17日  | 1897年11月13日 | 香川県警部長           | 広島県書記官                        |                           |
| 8  | 警部長 警察部長        | 磯谷熊之助 | 1897年11月25日 | 1899年4月8日   | 富山県警部長           | 依願免官                            |                           |
| 9  | 警部長 警察部長        | 池上四郎   | 1899年4月8日   | 1900年10月27日 | 千葉県警部長           | 大阪府警部長                        |                           |
| 10 | 警部長 警察部長        | 浜田彦一郎 | 1900年10月27日 | 1903年6月20日  | 広島県警部長           | 免官                                |                           |
| 11 | 警部長 警察部長        | 内村直俊   | 1903年6月20日  | 1905年4月19日  | 長崎県警部長           | -                                   |                           |
| 11 | 事務官 第四部長 警務長 | 内村直俊   | 1905年4月19日  | 1907年7月13日  | -                      | -                                   |                           |
| 11 | 事務官 警察部長 警務長 | 内村直俊   | 1907年7月13日  | 1910年7月19日  | -                      | 免官                                |                           |
| 12 | 事務官 警察部長 警務長 | 赤池濃     | 1910年7月19日  | 1913年6月13日  | 愛知県事務官・警察部長 | 内務書記官                          |                           |
| 13 | 警察部長               | 新妻駒五郎 | 1913年6月13日  | 1914年5月8日   | 宮城県事務官・警察部長 | 大阪府警察部長                      |                           |
| 14 | 警察部長               | 山県治郎   | 1914年5月8日   | 1915年7月1日   | 福岡県警察部長         | 内務監察官                          |                           |
| 15 | 警察部長               | 成毛基雄   | 1915年7月1日   | 1916年10月13日 | 熊本県警察部長         | 埼玉県内務部長                      |                           |
| 16 | 警察部長               | 縣忍       | 1916年10月13日 | 1918年9月30日  | 長野県警察部長         | 福井県内務部長                      |                           |
| 17 | 警察部長               | 斎藤行三   | 1918年9月30日  | 1919年4月19日  | 富山県警察部長         | 福岡県警察部長                      |                           |
| 18 | 警察部長               | 山岡国利   | 1919年4月19日  | 1921年6月3日   | 福岡県警察部長         | 休職                                |                           |
| 19 | 警察部長               | 坂本森一   | 1921年6月3日   | 1923年10月27日 | 岐阜県警察部長         | 大阪府警察部長                      |                           |
| 20 | 警察部長               | 牛島省三   | 1923年10月27日 | 1924年7月24日  | 熊本県警察部長         | 石川県内務部長                      |                           |
| 21 | 警察部長               | 八木林作   | 1924年7月24日  | 1924年12月20日 | 石川県内務部長         | -                                   |                           |
| 21 | 書記官 警察部長        | 八木林作   | 1924年12月20日 | 1925年4月28日  | -                      | 兵庫県書記官・内務部長              |                           |
| 22 | 書記官 警察部長        | 阿部嘉七   | 1925年4月28日  | 1927年5月17日  | 岡山県書記官・警察部長 | 休職                                |                           |
| 23 | 書記官 警察部長        | 安井誠一郎 | 1927年5月17日  | 1928年1月27日  | 富山県書記官・警察部長 | 免官                                |                           |
| 24 | 書記官 警察部長        | 井上政信   | 1928年1月27日  | 1929年4月25日  | 内務省復興局書記官     | 死去                                |                           |
| 25 | 書記官 警察部長        | 木下義介   | 1929年4月25日  | 1929年7月8日   | 愛知県書記官・警察部長 | 青森県書記官・内務部長              |                           |
| 26 | 書記官 警察部長        | 藤岡長和   | 1929年7月8日   | 1931年1月21日  | 徳島県書記官・内務部長 | 兵庫県書記官・内務部長              |                           |
| 27 | 書記官 警察部長        | 歌川貞忠   | 1931年1月21日  | 1931年12月24日 | 福島県書記官・警察部長 | 宮崎県書記官・内務部長              |                           |
| 28 | 書記官 警察部長        | 中井光次   | 1931年12月24日 | 1932年6月30日  | 新潟県書記官・警察部長 | 三重県書記官・内務部長              |                           |
| 29 | 書記官 警察部長        | 足立収     | 1932年6月30日  | 1934年2月3日   | 北海道庁部長・学務部長 | 静岡県書記官・内務部長              |                           |
| 30 | 書記官 警察部長        | 稲垣潤太郎 | 1934年2月3日   | 1935年1月19日  | 富山県書記官・警察部長 | 香川県書記官・総務部長              |                           |
| 31 | 書記官 警察部長        | 吉永時次   | 1935年1月19日  | 1936年4月22日  | 愛知県書記官・警察部長 | 和歌山県知事                        |                           |
| 32 | 書記官 警察部長        | 纐纈弥三   | 1936年4月22日  | 1939年4月17日  | 宮城県書記官・警察部長 | 大分県知事                          |                           |
| 33 | 書記官 警察部長        | 広瀬永造   | 1939年4月21日  | 1940年4月10日  | 福岡県書記官・警察部長 | 大阪府書記官・警察部長              |                           |
| 34 | 書記官 警察部長        | 小泉梧郎   | 1940年4月10日  | 1940年7月15日  | 福岡県書記官・警察部長 | 免官                                |                           |
| 35 | 書記官 警察部長        | 中村良三   | 1940年7月15日  | 1941年1月8日   | 岡山県書記官・警察部長 | 静岡県書記官・総務部長              |                           |
| 36 | 書記官 警察部長        | 篠山千之   | 1941年1月8日   | 1942年1月13日  | 新潟県書記官・警察部長 | 東京府書記官・総務部長              |                           |
| 37 | 書記官 警察部長        | 竹谷源太郎 | 1942年1月13日  | 1942年7月7日   | 福岡県書記官・経済部長 | 陸軍司政長官                        |                           |
| 38 | 書記官 警察部長        | 龍野喜一郎 | 1942年7月7日   | 1942年11月1日  | 警視庁刑事部長         | -                                   |                           |
| 38 | 部長 警察部長          | 龍野喜一郎 | 1942年11月1日  | 1944年8月1日   | -                      | 広島県参事官 中国地方行政協議会次長 |                           |
| 39 | 部長 警察部長          | 北村隆     | 1944年8月1日   | 1945年10月13日 | 内務省経済保安課長     | 休職                                |                           |
| 40 | 部長 警察部長          | 重成格     | 1945年10月13日 | 1945年10月27日 | -                      | -                                   | 兼任・本務:兵庫県内政部長 |
| 41 | 部長 警察部長          | 松尾楸     | 1945年10月27日 | 1946年1月15日  | 徳島県部長・内政部長   | 岡山県部長・内政部長                |                           |
| 42 | 部長 警察部長          | 倉科幸内   | 1946年1月15日  | 1946年4月1日   | 大阪府警察局警務部長   | -                                   |                           |
| 42 | 地方事務官 警察部長    | 倉科幸内   | 1946年4月1日   | 1946年6月8日   | -                      | 免官                                |                           |
| 43 | 地方事務官 警察部長    | 古山丈夫   | 1946年6月8日   | 1947年5月2日   | 三重県警察部長         | 経済安定本部                        |                           |
| 44 | 地方事務官 警察部長    | 絹川二郎   | 1947年5月2日   | 1947年12月10日 | 警視庁刑事部長         | 免官                                |                           |
| 45 | 地方事務官 警察部長    | 井手勇     | 1947年12月10日 | 1948年3月6日   | 栃木県警察部長         | 兵庫県警察長                        |                           |

## 主な事件
- 生田警察署襲撃事件